# Danh sách tiểu hành tinh: 7301–7400
| Tên                   | Tên đầu tiên | Ngày phát hiện       | Nơi phát hiện                      | Người phát hiện                                        |
| --------------------- | ------------ | -------------------- | ---------------------------------- | ------------------------------------------------------ |
| 7301                  | 1993 AB      | 2 tháng 1 năm 1993   | Yakiimo                            | A. Natori, T. Urata                                    |
| 7302                  | 1993 CQ      | 10 tháng 2 năm 1993  | Kushiro                            | S. Ueda, H. Kaneda                                     |
| 7303                  | 1993 FS1     | 25 tháng 3 năm 1993  | Kushiro                            | S. Ueda, H. Kaneda                                     |
| 7304 Namiki           | 1994 AE2     | 9 tháng 1 năm 1994   | Oizumi                             | T. Kobayashi                                           |
| 7305 Ossakajusto      | 1994 CX1     | 8 tháng 2 năm 1994   | Kitami                             | K. Endate, K. Watanabe                                 |
| 7306 Panizon          | 1994 EH      | 6 tháng 3 năm 1994   | Stroncone                          | Stroncone                                              |
| 7307 Takei            | 1994 GT9     | 13 tháng 4 năm 1994  | Nachi-Katsuura                     | Y. Shimizu, T. Urata                                   |
| 7308 Hattori          | 1995 BQ4     | 31 tháng 1 năm 1995  | Nachi-Katsuura                     | Y. Shimizu, T. Urata                                   |
| 7309 Shinkawakami     | 1995 FU      | 28 tháng 3 năm 1995  | Oizumi                             | T. Kobayashi                                           |
| 7310                  | 1995 OL1     | 19 tháng 7 năm 1995  | Xinglong                           | Chương trình tiểu hành tinh Bắc Kinh Schmidt CCD       |
| 7311 Hildehan         | 1995 TU      | 14 tháng 10 năm 1995 | Sudbury                            | D. di Cicco                                            |
| 7312                  | 1996 AT3     | 13 tháng 1 năm 1996  | Kushiro                            | S. Ueda, H. Kaneda                                     |
| 7313 Pisano           | 6207 P-L     | 24 tháng 9 năm 1960  | Palomar                            | C. J. van Houten, I. van Houten-Groeneveld, T. Gehrels |
| 7314 Pevsner          | 2146 T-1     | 25 tháng 3 năm 1971  | Palomar                            | C. J. van Houten, I. van Houten-Groeneveld, T. Gehrels |
| 7315 Kolbe            | 1136 T-2     | 29 tháng 9 năm 1973  | Palomar                            | C. J. van Houten, I. van Houten-Groeneveld, T. Gehrels |
| 7316 Hajdu            | 3145 T-2     | 30 tháng 9 năm 1973  | Palomar                            | C. J. van Houten, I. van Houten-Groeneveld, T. Gehrels |
| 7317 Cabot            | 1940 ED      | 12 tháng 3 năm 1940  | Konkoly                            | G. Kulin                                               |
| 7318 Dyukov           | 1969 OX      | 17 tháng 7 năm 1969  | Nauchnij                           | B. A. Burnasheva                                       |
| 7319 Katterfeld       | 1976 SA6     | 24 tháng 9 năm 1976  | Nauchnij                           | N. S. Chernykh                                         |
| 7320 Potter           | 1978 TP6     | 2 tháng 10 năm 1978  | Nauchnij                           | L. V. Zhuravleva                                       |
| 7321                  | 1979 MZ2     | 25 tháng 6 năm 1979  | Siding Spring                      | E. F. Helin, S. J. Bus                                 |
| 7322 Lavrentina       | 1979 SW2     | 22 tháng 9 năm 1979  | Nauchnij                           | N. S. Chernykh                                         |
| 7323 Robersomma       | 1979 SD9     | 22 tháng 9 năm 1979  | Nauchnij                           | N. S. Chernykh                                         |
| 7324 Carret           | 1981 BC      | 31 tháng 1 năm 1981  | Harvard                            | Harvard                                                |
| 7325                  | 1981 QA1     | 28 tháng 8 năm 1981  | Kleť                               | Z. Vávrová                                             |
| 7326 Tedbunch         | 1981 UK22    | 24 tháng 10 năm 1981 | Palomar                            | S. J. Bus                                              |
| 7327 Crawford         | 1983 RZ1     | 6 tháng 9 năm 1983   | Anderson Mesa                      | E. Bowell                                              |
| 7328 Casanova         | 1984 SC1     | 20 tháng 9 năm 1984  | Kleť                               | A. Mrkos                                               |
| 7329 Bettadotto       | 1985 GK      | 14 tháng 4 năm 1985  | Anderson Mesa                      | E. Bowell                                              |
| 7330 Annelemaître     | 1985 TD      | 15 tháng 10 năm 1985 | Anderson Mesa                      | E. Bowell                                              |
| 7331 Balindblad       | 1985 TV      | 15 tháng 10 năm 1985 | Anderson Mesa                      | E. Bowell                                              |
| 7332 Ponrepo          | 1986 XJ5     | 4 tháng 12 năm 1986  | Kleť                               | A. Mrkos                                               |
| 7333 Bec-Borsenberger | 1987 SM4     | 29 tháng 9 năm 1987  | Anderson Mesa                      | E. Bowell                                              |
| 7334 Sciurus          | 1988 QV      | 17 tháng 8 năm 1988  | Kleť                               | A. Mrkos                                               |
| 7335                  | 1989 JA      | 1 tháng 5 năm 1989   | Palomar                            | E. F. Helin                                            |
| 7336 Saunders         | 1989 RS1     | 6 tháng 9 năm 1989   | Palomar                            | E. F. Helin                                            |
| 7337                  | 1990 QH1     | 22 tháng 8 năm 1990  | Palomar                            | H. E. Holt                                             |
| 7338                  | 1990 VJ3     | 12 tháng 11 năm 1990 | Fujieda                            | H. Shiozawa, M. Kizawa                                 |
| 7339                  | 1991 RA16    | 15 tháng 9 năm 1991  | Palomar                            | H. E. Holt                                             |
| 7340                  | 1991 UA2     | 29 tháng 10 năm 1991 | Kushiro                            | S. Ueda, H. Kaneda                                     |
| 7341                  | 1991 VK      | 1 tháng 11 năm 1991  | Palomar                            | E. F. Helin, K. J. Lawrence                            |
| 7342 Uchinoura        | 1992 FB1     | 23 tháng 3 năm 1992  | Kitami                             | K. Endate, K. Watanabe                                 |
| 7343 Ockeghem         | 1992 GE2     | 4 tháng 4 năm 1992   | La Silla                           | E. W. Elst                                             |
| 7344 Summerfield      | 1992 LU      | 4 tháng 6 năm 1992   | Palomar                            | C. S. Shoemaker, D. H. Levy                            |
| 7345 Happer           | 1992 OF      | 28 tháng 7 năm 1992  | Siding Spring                      | R. H. McNaught                                         |
| 7346 Boulanger        | 1993 DQ2     | 20 tháng 2 năm 1993  | Caussols                           | E. W. Elst                                             |
| 7347                  | 1993 EW      | 12 tháng 3 năm 1993  | Kushiro                            | S. Ueda, H. Kaneda                                     |
| 7348                  | 1993 FJ22    | 21 tháng 3 năm 1993  | La Silla                           | UESAC                                                  |
| 7349 Ernestmaes       | 1993 QK4     | 18 tháng 8 năm 1993  | Caussols                           | E. W. Elst                                             |
| 7350                  | 1993 VA      | 7 tháng 11 năm 1993  | Siding Spring                      | R. H. McNaught                                         |
| 7351 Yoshidamichi     | 1993 XB1     | 12 tháng 12 năm 1993 | Oizumi                             | T. Kobayashi                                           |
| 7352                  | 1994 CO      | 4 tháng 2 năm 1994   | Kushiro                            | S. Ueda, H. Kaneda                                     |
| 7353 Kazuya           | 1995 AC1     | 6 tháng 1 năm 1995   | Nyukasa                            | M. Hirasawa, S. Suzuki                                 |
| 7354 Ishiguro         | 1995 BR1     | 27 tháng 1 năm 1995  | Oizumi                             | T. Kobayashi                                           |
| 7355 Bottke           | 1995 HN2     | 25 tháng 4 năm 1995  | Kitt Peak                          | Spacewatch                                             |
| 7356 Casagrande       | 1995 SK5     | 27 tháng 9 năm 1995  | Stroncone                          | Stroncone                                              |
| 7357                  | 1995 UJ7     | 27 tháng 10 năm 1995 | Kushiro                            | S. Ueda, H. Kaneda                                     |
| 7358 Oze              | 1995 YA3     | 27 tháng 12 năm 1995 | Oizumi                             | T. Kobayashi                                           |
| 7359 Messier          | 1996 BH      | 16 tháng 1 năm 1996  | Kleť                               | M. Tichý                                               |
| 7360 Moberg           | 1996 BQ17    | 30 tháng 1 năm 1996  | La Silla                           | C.-I. Lagerkvist                                       |
| 7361 Endres           | 1996 DN1     | 16 tháng 2 năm 1996  | Haleakala                          | NEAT                                                   |
| 7362 Rogerbyrd        | 1996 EY      | 15 tháng 3 năm 1996  | Haleakala                          | NEAT                                                   |
| 7363 Esquibel         | 1996 FA1     | 18 tháng 3 năm 1996  | Haleakala                          | NEAT                                                   |
| 7364 Otonkučera       | 1996 KS      | 22 tháng 5 năm 1996  | Đài thiên văn Zvjezdarnica Višnjan | K. Korlević                                            |
| 7365 Sejong           | 1996 QV1     | 18 tháng 8 năm 1996  | JCPM Sapporo                       | K. Watanabe                                            |
| 7366 Agata            | 1996 UY      | 20 tháng 10 năm 1996 | Oizumi                             | T. Kobayashi                                           |
| 7367 Giotto           | 3077 T-1     | 26 tháng 3 năm 1971  | Palomar                            | C. J. van Houten, I. van Houten-Groeneveld, T. Gehrels |
| 7368 Haldancohn       | 1966 BB      | 20 tháng 1 năm 1966  | Brooklyn                           | Đại học Indiana                                        |
| 7369 Gavrilin         | 1975 AN      | 13 tháng 1 năm 1975  | Nauchnij                           | T. M. Smirnova                                         |
| 7370 Krasnogolovets   | 1978 SM5     | 27 tháng 9 năm 1978  | Nauchnij                           | L. I. Chernykh                                         |
| 7371                  | 1978 VA6     | 7 tháng 11 năm 1978  | Palomar                            | E. F. Helin, S. J. Bus                                 |
| 7372 Emimar           | 1979 HH      | 19 tháng 4 năm 1979  | Cerro Tololo                       | J. C. Muzzio                                           |
| 7373 Stashis          | 1979 QX9     | 27 tháng 8 năm 1979  | Nauchnij                           | N. S. Chernykh                                         |
| 7374                  | 1980 DL      | 19 tháng 2 năm 1980  | Kleť                               | Z. Vávrová                                             |
| 7375                  | 1980 PZ      | 14 tháng 8 năm 1980  | Kleť                               | Z. Vávrová                                             |
| 7376 Jefftaylor       | 1980 UU1     | 31 tháng 10 năm 1980 | Palomar                            | S. J. Bus                                              |
| 7377 Pizzarello       | 1981 EW9     | 1 tháng 3 năm 1981   | Siding Spring                      | S. J. Bus                                              |
| 7378 Herbertpalme     | 1981 EK18    | 2 tháng 3 năm 1981   | Siding Spring                      | S. J. Bus                                              |
| 7379 Naoyaimae        | 1981 EC29    | 1 tháng 3 năm 1981   | Siding Spring                      | S. J. Bus                                              |
| 7380                  | 1981 RF      | 3 tháng 9 năm 1981   | Anderson Mesa                      | N. G. Thomas                                           |
| 7381 Mamontov         | 1981 RG5     | 8 tháng 9 năm 1981   | Nauchnij                           | L. V. Zhuravleva                                       |
| 7382 Bozhenkova       | 1981 RJ5     | 8 tháng 9 năm 1981   | Nauchnij                           | L. V. Zhuravleva                                       |
| 7383 Lassovszky       | 1981 SE      | 30 tháng 9 năm 1981  | Harvard                            | Oak Ridge Observatory                                  |
| 7384                  | 1981 TJ      | 6 tháng 10 năm 1981  | Kleť                               | Z. Vávrová                                             |
| 7385 Aktsynovia       | 1981 UQ11    | 22 tháng 10 năm 1981 | Nauchnij                           | N. S. Chernykh                                         |
| 7386 Paulpellas       | 1981 WM      | 25 tháng 11 năm 1981 | Harvard                            | Oak Ridge Observatory                                  |
| 7387 Malbil           | 1982 BS1     | 30 tháng 1 năm 1982  | Anderson Mesa                      | E. Bowell                                              |
| 7388                  | 1982 FS3     | 23 tháng 3 năm 1982  | La Silla                           | H. Debehogne                                           |
| 7389 Michelcombes     | 1982 UE      | 17 tháng 10 năm 1982 | Anderson Mesa                      | E. Bowell                                              |
| 7390 Kundera          | 1983 QE      | 31 tháng 8 năm 1983  | Kleť                               | Kleť                                                   |
| 7391 Strouhal         | 1983 VS1     | 8 tháng 11 năm 1983  | Kleť                               | A. Mrkos                                               |
| 7392 Kowalski         | 1984 EX      | 6 tháng 3 năm 1984   | Anderson Mesa                      | E. Bowell                                              |
| 7393 Luginbuhl        | 1984 SL3     | 28 tháng 9 năm 1984  | Anderson Mesa                      | B. A. Skiff                                            |
| 7394 Xanthomalitia    | 1985 QX4     | 18 tháng 8 năm 1985  | Nauchnij                           | N. S. Chernykh                                         |
| 7395                  | 1985 RP1     | 10 tháng 9 năm 1985  | Kleť                               | Z. Vávrová                                             |
| 7396 Brusin           | 1986 EQ2     | 4 tháng 3 năm 1986   | La Silla                           | W. Ferreri                                             |
| 7397                  | 1986 QS      | 26 tháng 8 năm 1986  | La Silla                           | H. Debehogne                                           |
| 7398 Walsh            | 1986 VM      | 3 tháng 11 năm 1986  | Kleť                               | A. Mrkos                                               |
| 7399                  | 1987 BC2     | 29 tháng 1 năm 1987  | La Silla                           | E. W. Elst                                             |
| 7400 Lenau            | 1987 QW1     | 21 tháng 8 năm 1987  | La Silla                           | E. W. Elst                                             |